# Paranaíba (fiume)
Il Rio Paranaíba è un fiume del Brasile la cui fonte si trova nello Stato di Minas Gerais sui monti della serra da Mata da Corda, nel comune di Rio Paranaíba ad un'altitudine di 1.148 metri. La lunghezza del Rio Paranaíba è di circa 1.070 km fino al suo raccordo con il Rio Grande, dove dà vita al fiume Paraná.
Segna il confine sud-est dello Stato di Goiás con il Minas Gerais. Tra i suoi affluenti, il Rio Meia Ponte, e il Rio São Bartolomeu. Quest'ultimo ha la sua sorgente nel Distretto Federale, vicino alla zona urbana di Brasilia.